# Team SD Worx/2023

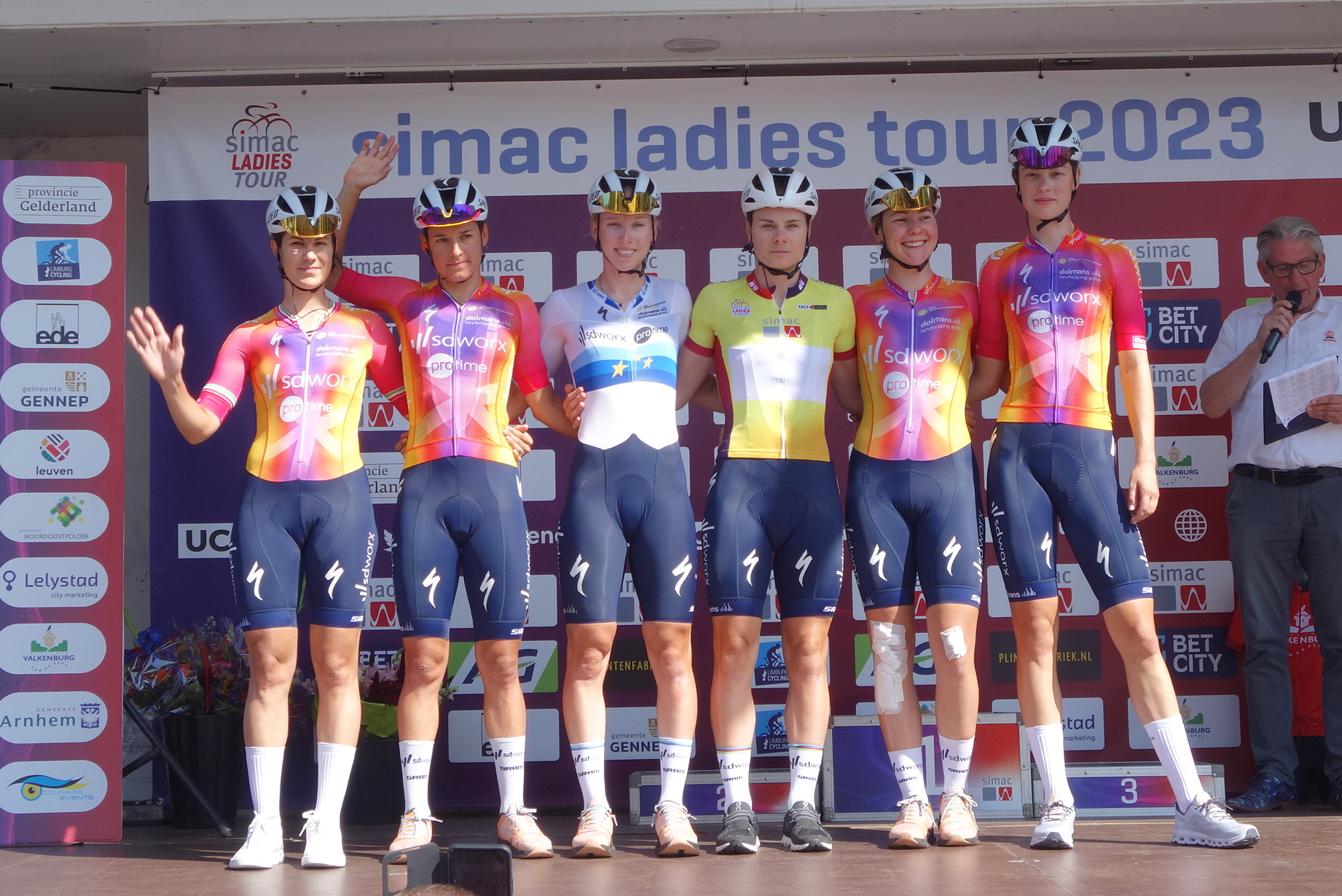
De ploeg in de Simac Ladies Tour 2023.

Deze pagina geeft een overzicht van de vrouwenwielerploeg Team SD Worx in 2023.

## Algemeen
Algemeen manager: Erwin Janssen
Ploegleiders: Lars Boom, Anna van der Breggen, Danny Stam
Fietsmerk: Specialized

## Rensters

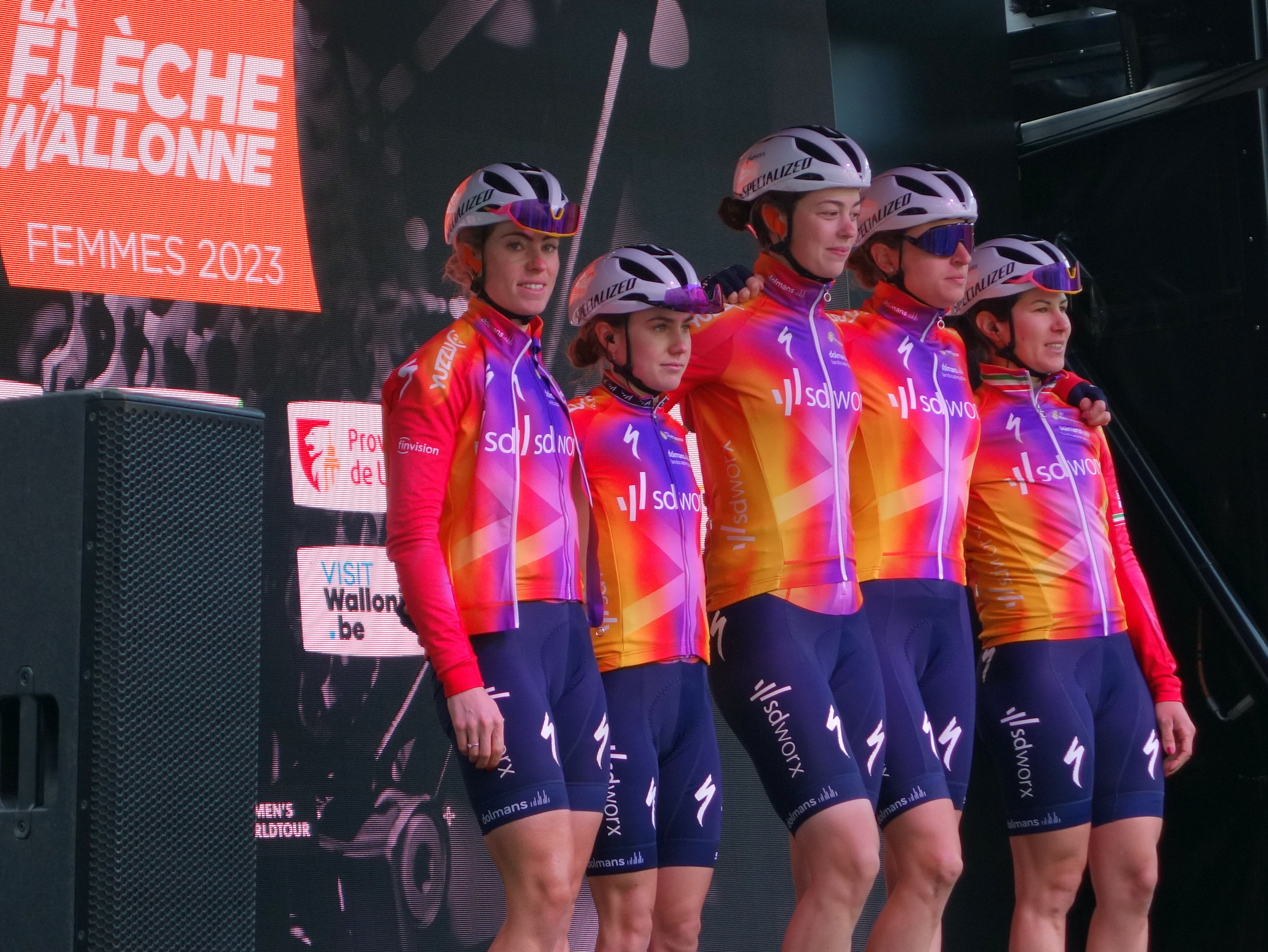
De ploeg in de Waalse Pijl 2023.

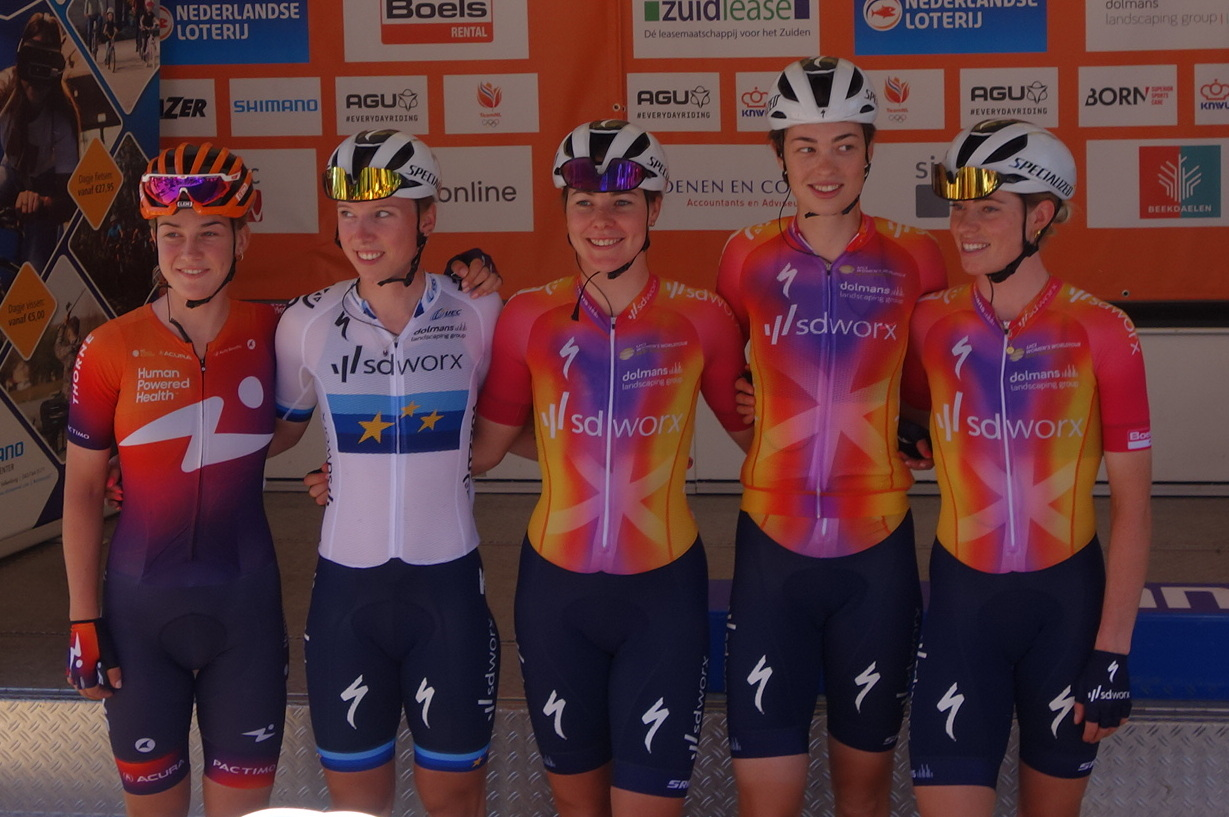
De ploeg aan de start van het Nederlands kampioenschap op de weg in Valkenburg.

| Naam                        | Geboortedatum | Nationaliteit       | Ploeg 2022           |
| --------------------------- | ------------- | ------------------- | -------------------- |
| Mischa Bredewold            | 20-06-2000    | Nederland           | Parkhotel Valkenburg |
| Elena Cecchini              | 25-05-1992    | Italië              |                      |
| Niamh Fisher-Black          | 12-08-2000    | Nieuw-Zeeland       |                      |
| Sina Frei                   | 18-07-1997    | Zwitserland         |                      |
| Barbara Guarischi           | 02-10-1990    | Italië              | Movistar Team        |
| Lotte Kopecky               | 10-11-1995    | België              |                      |
| Christine Majerus           | 25-02-1987    | Luxemburg           |                      |
| Femke Markus                | 17-11-1996    | Nederland           | Parkhotel Valkenburg |
| Marlen Reusser              | 20-09-1991    | Zwitserland         |                      |
| Marie Schreiber*            | 17-04-2003    | Luxemburg           | -                    |
| Anna Shackley               | 17-05-2001    | Verenigd Koninkrijk |                      |
| Lonneke Uneken              | 02-03-2000    | Nederland           |                      |
| Chantal van den Broek-Blaak | 22-09-1989    | Nederland           |                      |
| Blanka Vas                  | 03-09-2001    | Hongarije           |                      |
| Demi Vollering              | 15-11-1996    | Nederland           |                      |
| Lorena Wiebes               | 17-03-1999    | Nederland           | Team DSM             |

*vanaf 1/3

### Vertrokken
| Naam                   | Geboortedatum | Nationaliteit | Ploeg 2023                     |
| ---------------------- | ------------- | ------------- | ------------------------------ |
| Roxane Fournier        | 07-11-1991    | Frankrijk     | St Michel-Mavic-Auber93        |
| Ashleigh Moolman-Pasio | 09-12-1985    | Zuid-Afrika   | AG Insurance-Soudal Quick-Step |
| Amy Pieters            | 01-06-1991    | Nederland     | in revalidatie                 |

## Overwinningen
| Nationale kampioenschappen wielrennen België - tijdrit: Lotte Kopecky België - wegwedstrijd: Lotte Kopecky Hongarije - tijdrit: Kata Blanka Vas Hongarije - wegwedstijd: Kata Blanka Vas Luxemburg - tijdrit: Christine Majerus Luxemburg - wegwedstrijd: Christine Majerus Luxemburg - wegwedstrijd u23: Marie Schreiber Nederland - wegwedstrijd: Demi Vollering Zwitserland - wegwedstrijd: Marlen Reusser Wereldkampioenschappen Wegwedstrijd: Lotte Kopecky Wegwedstrijd U23: Kata Blanka Vas Europese kampioenschappen Wegwedstrijd: Mischa Bredewold Tijdrit: Marlen Reusser Ronde van de Verenigde Arabische Emiraten 2e etappe: Lorena Wiebes Omloop Het Nieuwsblad Lotte Kopecky Omloop van het Hageland Lorena Wiebes Strade Bianche Demi Vollering Ronde van Drenthe Lorena Wiebes Nokere Koerse Lotte Kopecky Gent-Wevelgem Marlen Reusser Dwars door Vlaanderen Demi Vollering Volta Limburg Classic Mischa Bredewold Ronde van Vlaanderen Lotte Kopecky Scheldeprijs Lorena Wiebes Amstel Gold Race Demi Vollering Waalse Pijl Demi Vollering | Luik-Bastenaken-Luik Demi Vollering Ronde van Spanje 5e etappe: Demi Vollering 7e etappe: Demi Vollering Ronde van het Baskenland 1e etappe: Demi Vollering 2e etappe: Demi Vollering 3e etappe: Marlen Reusser Eindklassement: Marlen Reusser Puntenklassement: Marlen Reusser Bergklassement: Demi Vollering Ploegenklassement: *1) Ronde van Burgos 1e etappe: Lorena Wiebes 2e etappe: Demi Vollering 3e etappe: Lorena Wiebes 4e etappe: Demi Vollering Puntenklassement: Lorena Wiebes Bergklassement: Demi Vollering Eindklassement: Demi Vollering Veenendaal-Veenendaal Classic Lotte Kopecky Ronde van Thüringen 1e etappe (TTT): *2) 2e etappe: Mischa Bredewold 3e etappe: Barbara Guarischi 4e etappe: Lonneke Uneken 5e etappe: Lorena Wiebes 6e etappe: Lotte Kopecky Eindklassement: Lotte Kopecky Puntenklassement: Lotte Kopecky Ploegenklassement: *2) Dwars door het Hageland Lotte Kopecky | Ronde van Zwitserland 1e etappe: Kata Blanka Vas 2e etappe (ITT): Marlen Reusser 4e etappe: Niamh Fisher-Black Eindklassement: Marlen Reusser Puntenklassement: Marlen Reusser Jongerenklassement: Niamh Fisher-Black Ploegenklassement: *3) Ronde van Italië 3e etappe: Lorena Wiebes 8e etappe: Kata Blanka Vas Tour de France Femmes 1e etappe: Lotte Kopecky 3e etappe: Lorena Wiebes 7e etappe: Demi Vollering 8e etappe: Marlen Reusser Eindklassement: Demi Vollering Puntenklassement: Lotte Kopecky Ploegenklassement: *4) Ronde van Scandinavië 1e etappe: Lorena Wiebes 3e etappe: Lorena Wiebes Bretagne Classic Mischa Bredewold Simac Ladies Tour 2e etappe (ITT): Lotte Kopecky 4e etappe: Lotte Kopecky 5e etappe: Lorena Wiebes Eindklassement: Lotte Kopecky Puntenklassement: Lorena Wiebes Ronde van Romandië 2e etappe: Demi Vollering Eindklassement: Demi Vollering Ploegenklassement: *5) |

*1) Ploeg Ronde van het Baskenland: Bredewold, Fisher-Black, Reusser, Schreiber, Vas, Vollering
*2) Ploeg Ronde van Thüringen: Bredewold, Guarischi, Kopecky, Uneken, Wiebes
*3) Ploeg Ronde van Zwitserland: Cecchini, Fisher-Black, Reusser, Schreiber, Vas, Vollering
*4) Ploeg Tour de France Femmes: Bredewold, Cecchini, Kopecky, Majerus, Reusser, Vollering
*5) Ploeg Ronde van Romandië: Bredewold, Fisher-Black, Majerus, Reusser, Shackley, Vollering
2010 · 2011 · 2012 · 2013 · 2014 · 2015 · 2016 · 2017 · 2018 · 2019 · 2020 · 2021 · 2022 · 2023 · 2024 · 2025
Canyon-SRAM · DSM · EF Education-TIBCO-SVB · FDJ-SUEZ · Fenix-Deceuninck · Human Powered Health · Israel Premier Tech Roland · Jayco AlUla · Jumbo-Visma · Liv Racing TeqFind · Movistar · SD Worx · Trek-Segafredo · UAE Team ADQ · Uno-X